# Seán Treacy (IRA-Mitglied)

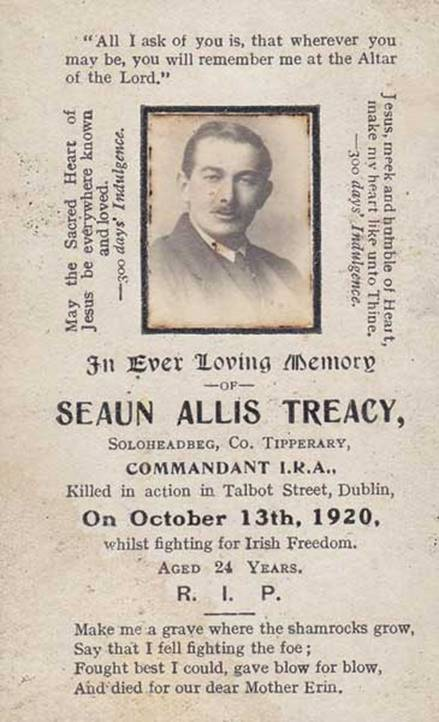
Trauerkarte Seán Treacy

Seán Treacy (irisch Seán Ó Treasaigh; * 14. August 1895 in Soloheadbeg, County Tipperary; † 14. Oktober 1920 in Dublin) war ein Freiwilliger der Irisch-Republikanischen Armee (IRA) während des Irischen Unabhängigkeitskrieges. Er wurde bei einem Feuergefecht mit britischen Soldaten in Dublin getötet.
Seán Treacy gehörte der Dritten Tipperary Brigade der IRA an, die zu Beginn aus ihm und den drei weiteren Offizieren Dan Breen, Seán Hogan und Séamus Robinson bestand.

## Jugend
Seán Treacys Vater verstarb, als er noch ein kleines Kind war. Die Mutter zog zunächst zu ihrem Bruder und später zu ihrer Schwester Maryanne Allis.
Er erlernte die irische Sprache und besuchte Klassen der Gaelic League. Er trat 1911 der Irish Republican Brotherhood bei. Als die Irish Volunteers 1913 gegründet wurden, schloss er sich auch diesen an. Die Irish Volunteers spalteten sich mit Ausbruch des Ersten Weltkrieges in die, die an der Seite Englands gegen das Versprechen von Home Rule nach Kriegsende in den Krieg zogen, und diejenigen, die in Irland für die Unabhängigkeit kämpfen wollten. Seán Treacy blieb in Irland.
Der Osteraufstand von 1916 blieb nahezu auf Dublin beschränkt. Seán Treacy widmete sich in Tipperary weiterhin der republikanischen Sache. Im Herbst 1917 wurde er zu mehreren Monaten Gefängnis verurteilt, weil er Auflagen der Polizei missachtete.

## Beginn in Tipperary
Anfang 1919 ergab sich die Gelegenheit, einen Transport von Sprengstoff zu überfallen. Aus einem Hinterhalt griffen Treacy und sieben andere Männer die zwei Polizisten James McDonnell und Patrick O’Connell der Royal Irish Constabulary an, die das Material zu einem Steinbruch eskortierten. Beide wurden tödlich getroffen. Dieser Hinterhalt gilt als der erste Zwischenfall im Irischen Unabhängigkeitskrieg. Zufällig fand dieser Überfall am 21. Januar 1919 statt, demselben Tag, an dem die erste Versammlung des von den britischen Behörden nicht anerkannten Parlaments der revolutionären irischen Republik erstmals in Dublin tagte. Dieser Tag gilt als Beginn des Unabhängigkeitskrieges.
Von da an befanden sich die „Großen Vier“, Treacy, Breen, Hogan und Robinson, auf der Flucht. Sie hielten sich für die kommenden Monate versteckt, zogen von Haus zu Haus, übernachteten bei Sympathisanten oder schliefen unter freiem Himmel.
Hogan wurde im Mai 1919 von der Royal Irish Constabulary gefangen genommen. Seine Gefangennahme löste einen dramatischen Konflikt des Krieges aus. Treacy, Breen und Robinson, unterstützt von Männern der Ost Limerick Brigade der IRA, befreiten den mit Handschellen gefesselten Seán Hogan am 13. Mai 1919 unter vorgehaltenen Waffen aus einem schwer bewachten Zug unter der Führung von vier Royal Irish Constabulary Offizieren an der Knocklong Station im County Limerick. Hogan wäre mit Sicherheit exekutiert worden, wäre er nicht befreit worden. Zwei Royal Irish Constabulary wurden bei der Befreiung Hogans getötet. Breen und Treacy wurden ernsthaft verwundet.
Nach dem Kampf reisten Treacy und Breen nach Dublin und trafen dort Michael Collins. Als Tipperary letztendlich „zu heiß“ für sie und Dublin Zentrum des Krieges wurde, schlossen sie sich der von Michael Collins zur Spionageabwehr gegründeten Kommandoeinheit „Die Zwölf Apostel“ an, später auch bekannt als Dublin Guard.
Im Sommer 1920 kehrten sie noch einmal für einige Zeit nach Tipperary zurück und organisierten dort Überfälle auf RIC-Kasernen, bevor sie wieder nach Dublin gingen.

## Tod
Am 11. Oktober 1920 wurden Treacy und Breen in einem Haus in Drumcondra, Dublin von Polizisten aufgespürt. Sie schossen sich den Weg frei. Dan Breen wurde dabei ernsthaft verletzt.
Mithilfe von Sympathisanten konnte er in das Dubliner Materkrankenhaus gebracht werden. Treacy wurde nur leicht verwundet.
Am 14. Oktober traf sich Seán Treacy mit anderen IRA-Offizieren in dem Geschäft Republican Outfitters in Dublins Talbot Street. Nach dem Treffen blieb er noch eine Weile dort. Als er bemerkte, dass er beobachtet wurde, wollte er mit dem Fahrrad, mit dem er gekommen war, entkommen. Er griff sich aber ein anderes, welches zu groß für ihn war, und fiel deshalb um. Bei dem folgenden Schusswechsel tötete er zwei britische Soldaten, bevor er selbst erschossen wurde.
Der Sarg mit den sterblichen Überresten wurde mit dem Zug nach Tipperary gebracht. Die Beerdigung fand am 18. Oktober statt. In Tipperary blieben die Geschäfte und Banken geschlossen. Seán Treacy wurde auf dem Friedhof in Kilfeacle beerdigt.